# كونسورتيوم أجهزة العرض الرقمية
كونسورتيوم لصناعة أجهزة العرض الرقمية هي شركة لصناعة مخارج شاشات العرض فريق عمل تحت اسم (DDWG) الذي نظمته شركة إنتل وسيليكون إميج وشركة كومباك للكمبيوتر وشركة فوجيتسو المحدودة، وشركة هيوليت باكارد، والشركة الدولية لصناعة الآلات وشركة ومؤسسة لجنة الانتخابات الوطنية. وقد وضعت الواجهة الرقمية المرئية (DVI) القياسية.